# Junges glueck
junges glueck war eine Rock-Gruppe aus Hamburg.
Sie lässt sich am ehesten mit Bands wie Schrottgrenze oder Herrenmagazin vergleichen.

## Geschichte
1999 machten Niclas Breslein und Christoph Kohler ihre ersten Gehversuche in der Stilrichtung des Punk-Rock. In dieser Zeit lernten sie auch Gerne Poets, den Manager von Tomte kennen, der sie unter seine Fittiche nahm und ihnen weitreichende Kontakte in die Szene verschaffte.
Zwei Jahre später kam ein Schlagzeuger hinzu und die Band nannte sich ab diesem Zeitpunkt junges glueck. Die Band trennte sich wieder von ihrem Schlagzeuger und Christoph Kohler ging für einige Monate ins Ausland.
Im Jahr 2003 kamen mit Alex Tsitsigias und L.H. Müller von Schrottgrenze zwei neue Bandmitglieder dazu. Diese Konstellation hielt ein Jahr, danach wollten die beiden sich voll auf Schrottgrenze konzentrieren.
Über Gerne lernten die beiden verbliebenen Mitglieder dann Lars Watermann kennen, welcher ab sofort der Schlagzeuger von 'junges glueck' war. Die finale Besetzung schien gefunden, auch bei der Sprache legte man sich fest: Wo vorher noch Englisch gesungen wurde, waren nun alle Texte auf Deutsch.
Im Frühjahr 2005 erschien ihr Debütalbum Hier im Vakuum auf dem Indie-Label PAUL!. In diesem Jahr waren sie auch Support auf der Tournee von Madsen.
Vor den Aufnahmen zur zweiten Platte verließ Bassist und Gründungsmitglied Christoph Kohler die Band, um bei der befreundeten Band Schrottgrenze zu spielen. Neuer Bassist wurde Ingmar Rehberg, der außerdem in der Band Janka spielte.

Am 13. April 2007 erschien das zweite Album, das im Dezember 2006 in Hamburg aufgenommen worden war, auf dem Hamburger Label Strange Ways.
Ende August 2007 gab die Band bekannt, dass sie ihre Aktivitäten bis auf weiteres einstellt. Das letzte Konzert fand am 6. September 2007 im Nachtasyl in Hamburg statt. Anfang Oktober 2007 wurde offiziell die Auflösung verkündet.

## Diskografie
- 2005: Hier im Vakuum (CD, Paul!)
- 2005: Sekundenschlaf (CD-Single, Paul!)
- 2005: Die vertrautesten Dinge (CD-Single, Paul!)
- 2007: Schrottgrenze / junges glueck / Herrenmagazin / Janka (Split-7", Eigenveröffentlichung)
- 2007: Raus aus Flüsterleben (CD+LP, Strange Ways)
- 2007: Flüsterleben (CD-Single, Strange Ways)
- Die verschollenen Bänder (Space Bee Records)